# Brain Damage
Brain Damage ist ein Musikstück aus dem 1973 veröffentlichten Album The Dark Side of the Moon der britischen Musikgruppe Pink Floyd. Es ist der achte Titel des Albums und geht fließend in den Nachfolge- und letzten Titel des Albums, Eclipse über.

## Thema und Musik
Brain Damage beschäftigt sich mit der Thematik des Wahnsinns. Neben dem Titel „Brain Damage“ (zu deutsch: ‚Gehirnschaden‘) und dem Text wird das an eingeschobenem Gelächter sowie Gesprächsfetzen zwischen den Gesangspassagen deutlich.
Zusammen mit dem Nachfolge- und das Album beendenden Titel Eclipse bildet es das Finale von The Dark Side of the Moon, dessen Gesamtthematik sich damit beschäftigt, was einen Menschen in den Wahnsinn treiben kann, sich vorher aber mit speziellen Themen und nicht dem Wahnsinn im Allgemeinen auseinandergesetzt hat.

### Entwicklung und Text
Brain Damage wurde von Bassist Roger Waters als einer der ersten Songs des späteren The Dark Side of the Moon bereits während der Aufnahmen zum Album Meddle erdacht. Bis auf Keyboarder Richard Wright, der den Song eher als schwaches Musikstück wahrnahm, wurde Brain Damage von der Band positiv aufgenommen.
Das Stück wurde zuerst Dark Side of the Moon genannt, und erst später Brain Damage umgetauft. Von der Band wurde das Stück unter anderem bei Live-Auftritten auch einfach unter dem Titel Lunatic angekündigt.
Das Thema basiert unter anderem auf dem ehemaligen Pink-Floyd-Mitglied Syd Barrett, der die Band bereits früh wegen schwerer psychischer Probleme verließ. Seine Geschichte gab insgesamt den Anstoß für das Konzept des Albums The Dark Side of the Moon.
Allein in Brain Damage taucht die Formulierung “(I’ll see you on) the dark side of the moon” (zu deutsch: ‚Ich werde dich auf der dunklen Seite des Mondes wiedersehen‘) auf. Sie bezieht sich auf die Situation, wenn der Wahnsinn die Oberhand gewinnt, und geht auf einen Ausspruch von Mark Twain zurück, demnach jeder Mensch wie ein Mond eine dunkle, aber stets verborgene Seite hätte.

### Musik
Musikalisch besonders auffällig ist die Anfangsphase des für Pink Floyd strukturell vergleichsweise einfachen Songs, die primär von Roger Waters gespielt wird. Er wechselt dabei stetig zwischen den Tönen Fis und F. Die Gitarren-Arpeggien erinnern dabei an Dear Prudence von den Beatles.
Daneben ist Brain Damage eines von zwei Stücken des Albums The Dark Side of the Moon, gemeinsam mit Eclipse, in welchen Roger Waters die Hauptgesangsstimme trägt. Zuerst unzufrieden mit seinem Gesang zu dem Lied, übernahm er nach Ermutigungen durch den Gitarristen David Gilmour letztendlich diesen Part in Brain Damage.
Das Stück wurde komplett von Roger Waters getextet und komponiert.

## Veröffentlichung und Auftritte
Nach seiner Veröffentlichung 1973 auf The Dark Side of the Moon fand sich Brain Damage später auch auf anderen Alben von Pink Floyd wieder. Es ist zu finden auf Pink Floyd: Live at Pompeii (2003 Director’s Cut Edition), leicht verändert auf Works sowie auf Pulse und In the Flesh, einem Live-Soloalbum Roger Waters’. Brain Damage wurde regelmäßig live gespielt, sowohl in den ersten Jahren nach seiner Veröffentlichung als auch auf Tourneen der Band nach dem Ausstieg von Roger Waters, sowie von diesem auf seinen Solotouren.
Das Album Pulse enthält eine mitgeschnittene Live-Version von Brain Damage auf der gleichnamigen Tour, die 1994 am Londoner Earl’s Court aufgenommen wurde.
Außerdem wurde der Song mehrmals gecovert. Eine orchestrale Aufnahme findet sich auf dem Album Us and Them: Symphonic Pink Floyd. Sie stammt vom London Philharmonic Orchestra unter der Leitung von Peter Scholes.

## Besetzung
- Roger Waters – Bass, Gesang
- David Gilmour – E-Gitarre
- Richard Wright – Hammond-Orgel und Synthesizer
- Nick Mason – Schlagzeug

außerdem:
- Lesley Duncan – Hintergrundgesang
- Doris Troy – Hintergrundgesang
- Barry St. John – Hintergrundgesang
- Liza Strike – Hintergrundgesang